# Giovanni Domenico Tiepolo

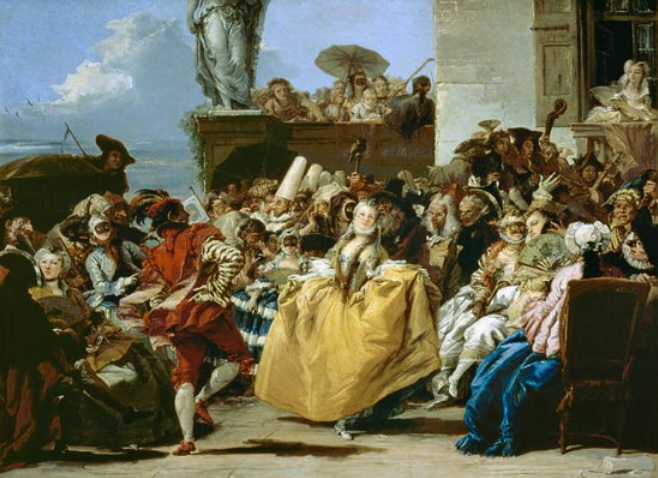
Escena de Carnaval (Museu del Louvre)

Giovanni Domenico (o Giandomenico) Tiepolo (Venècia, 30 d'agost de 1727 – Venècia, 3 de març de 1804), fou un pintor i gravador italià, fill gran del famosíssim Giambattista Tiepolo i germà del també pintor Lorenzo Baldissera Tiepolo. Hom el considera un mestre de transició entre el rococó i el segle xix, i va exercir influència sobre el jove Goya.

## Carrera
Igual que el seu germà Lorenzo, es va formar amb el seu pare Giambattista i ambdós van col·laborar en el taller familiar, majorment completant encàrrecs d'aquell. A l'haver de produir obres amb una estètica homogènia, ambdós germans tot just van manifestar un estil propi fins que el seu pare va morir. Giovanni Domenico va ser un artista precoç, i ja amb 13 anys era el principal ajudant del taller. La seva tasca principal era repetir en gran format els dissenys que el seu pare esbossava, encara que ja als 20 anys (1747-49) va realitzar per si mateix un important cicle del Via Crucis, catorze pintures per a l'oratori de San Polo de Venècia, on encara es conserven.
Aquestes imatges les va repetir en aiguaforts, que es van publicar el 1749 juntament amb una portada original i una dedicatòria (16 planxes en total). El 1751-53, Giandomenico va acompanyar al seu pare Giambattista decorant la famosa volta de les escales de la Residència de Wurzburg (Alemanya), i el 1757 va col·laborar en els treballs en la Vila Valmarana de Vicenza. El 1762 va acompanyar el seu pare, juntament amb Lorenzo, en el seu viatge a Madrid per a treballar al servei de Carles III d'Espanya.
Els tres Tiepolo van treballar en equip decorant diversos salons del Palau Reial de Madrid, i d'aquesta època tot just es coneix una pintura enterament deguda a Giovanni Domenico: La conquesta del Vellocino d'Or (Palau Reial de La Granja).

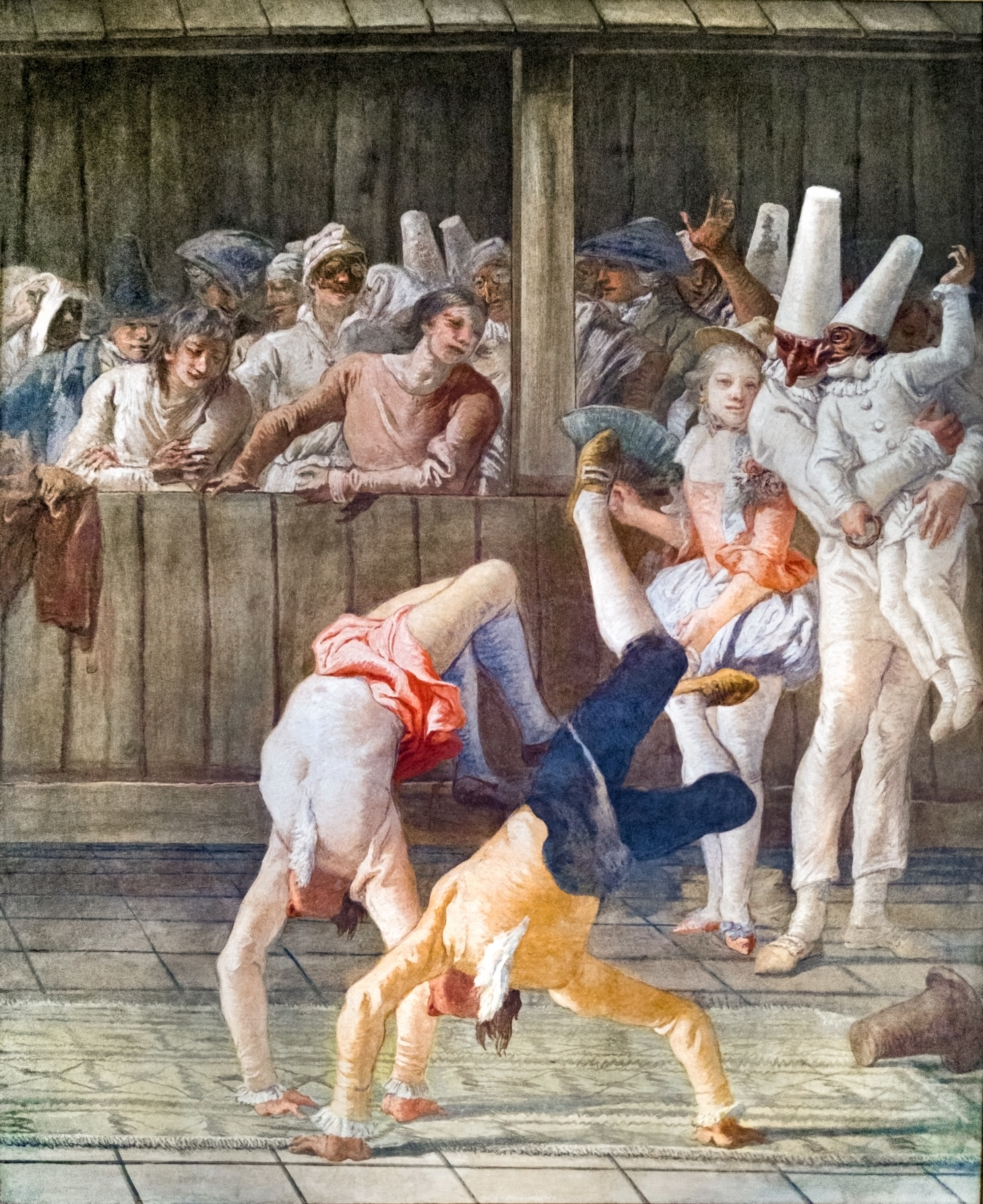
Els acròbates, fresc. Avui al Ca 'Rezzonico de Venècia.

L'estada dels Tiepolo a Espanya no va ser del tot afortunada, car el nou estil neoclàssic guanyava terrè, liderat per Mengs, i diverses persones influents en la Cort van intervenir per a arraconar-los. Un retaule de diverses pintures realitzat pels Tiepolo per l'església de San Pascual d'Aranjuez va ser desmuntat i maltractat, i el vell Giambattista va morir el 1770 enmig de crítiques al rococó que ell representava. Algunes de les parts d'aquest retaule (com una famosa Inmaculada) es conserven ara en el Museu del Prado.
Després de la mort del pare, Giandomenico va tornar a Venècia, mentre que Lorenzo va preferir quedar-se a Madrid, on va morir pocs anys després. De manera una mica sorprenent, l'estil de Giandomenico va donar una bolcada cap a 1785. Va deixar una mica de costat els temes religiosos i mitològics habituals en el seu pare, i es va bolcar en assumptes profans, quotidians.
Va produir 104 esbossos sobre Polichinela, el pallasso deforme de la Comèdia de l'art. Aquestes imatges van ser pensades com Entreteniments per als Nens, i el mateix personatge reapareix en els frescos que Giandomenico va pintar en la casa familiar dels Tiepolo a Zianigo, prop de Venècia. Aquests murals van ser arrencats cap a 1906 i es conserven actualment en el palau de Ca' Rezzonico. El jove Goya va haver de conèixer aquest tipus d'obres, possiblement durant el seu viatge juvenil a Itàlia. En les seves últimes obres, sembla que refrenà la seva tècnica rococó, colorista i de pinzellada solta, per a delinear més les figures.
El seu interès pels comediants, xarlatans i altres personatges rondaires es va mantenir. A part de la seva activitat pictòrica, Giandomenico va produir bastants gravats en aiguafort. A part del citat Via Crucis, va reproduir diverses pintures del seu pare i va gravar una sèrie de vint variants sobre el tema de La fugida a Egipte.
Giandomenico Tiepolo compta amb una rellevant presència en museus espanyols. El Museu del Prado posseeix un Via Crucis complet, que va pintar el 1772 per a l'església de San Felip Neri de Madrid i que va enviar des de Venècia. El MNAC de Barcelona posseeix, gràcies al llegat de Francesc Cambó, els quadres El xarlatà i El minué, temes que Giandomenico va tractar repetides vegades.
Altres dues pintures de similar tema han estat presentades en donació al Prado, encara que actualment el seu donant les manté en usdefruit. També el Museu Thyssen-Bornemisza compte amb un exemple d'aquest artista: L'expulsió dels mercaders del temple (h. 1752). Altres museus que compten amb obres seves són el Museu d'art de Cleveland, l'Institut d'Art de Minneapolis, la National Gallery de Londres, la Pinacoteca de Brera de Milà i el Victoria and Albert Museum de Londres.